# Sylvilagus
Os "coelhos" do gênero Sylvilagus, também conhecidos como coelhos-de-cauda-de-algodão do inglês "Cottontail Rabbits" (a designação mais adequada ao português brasileiro seria tapitis), são exclusivos do Novo Mundo, sendo encontrados nas três Américas. Dezesseis espécies são descritas.

## Espécies e Subespécies
- Gênero Sylvilagus Gray, 1867
  - Subgênero Tapeti Gray, 1867
    - Sylvilagus aquaticus (Bachman, 1837) - Tapiti-do-pântano
    - Sylvilagus brasiliensis (Linnaeus, 1758) - Tapiti ou candimba
    - Sylvilagus dicei Harris, 1932 - Tapiti-de-Dice
    - Sylvilagus insonus (Nelson, 1904) - Tapiti-de-Omilteme
    - Sylvilagus palustris (Bachman, 1837) - Tapiti-do-brejo
      - Sylvilagus palustris paludicola
      - Sylvilagus palustris palustris

    - Sylvilagus varynaensis Durant e Guevara, 2001 - Tapiti-de-Barinas

  - Subgênero Sylvilagus Gray, 1867
    - Sylvilagus audubonii (Baird, 1858) - Tapiti-do-deserto
    - Sylvilagus cognatus Nelson, 1907
    - Sylvilagus cunicularius (Waterhouse, 1848) - Tapiti-mexicano
      - Sylvilagus cunicularius cunicularius
      - Sylvilagus cunicularius insolitus
      - Sylvilagus cunicularius pacificus

    - Sylvilagus floridanus (J. A. Allen, 1890) - Tapiti-da-Flórida
      - Sylvilagus floridanus alacer
      - Sylvilagus floridanus ammophilus
      - Sylvilagus floridanus avius
      - Sylvilagus floridanus aztecus
      - Sylvilagus floridanus chapmani
      - Sylvilagus floridanus chiapensis
      - Sylvilagus floridanus cognatus
      - Sylvilagus floridanus connectens
      - Sylvilagus floridanus continentis
      - Sylvilagus floridanus costaricensis
      - Sylvilagus floridanus cumanicus
      - Sylvilagus floridanus floridanus
      - Sylvilagus floridanus hesperius
      - Sylvilagus floridanus hitchensi
      - Sylvilagus floridanus holzneri
      - Sylvilagus floridanus hondurensis
      - Sylvilagus floridanus llanensis
      - Sylvilagus floridanus mallurus
      - Sylvilagus floridanus margaritae
      - Sylvilagus floridanus mearnsi
      - Sylvilagus floridanus nelsoni
      - Sylvilagus floridanus nigronuchalis
      - Sylvilagus floridanus orinoci
      - Sylvilagus floridanus orizabae
      - Sylvilagus floridanus paulsoni
      - Sylvilagus floridanus purgatus
      - Sylvilagus floridanus restrictus
      - Sylvilagus floridanus robustus
      - Sylvilagus floridanus russatus
      - Sylvilagus floridanus similis
      - Sylvilagus floridanus subcinctus
      - Sylvilagus floridanus superciliaris
      - Sylvilagus floridanus valenciae
      - Sylvilagus floridanus yucatanicus

    - Sylvilagus graysoni (J. A. Allen, 1877) - Tapiti-das-Três-Marias
      - Sylvilagus graysoni graysoni
      - Sylvilagus graysoni badistes

    - Sylvilagus nuttallii (Bachman, 1837) - Tapiti-de-Nuttall
      - Sylvilagus nuttallii nuttallii
      - Sylvilagus nuttallii pinetis
      - Sylvilagus nuttallii grangeri

    - Sylvilagus obscurus Chapman e Cramer, 1992 - Tapiti-das-Apalaches
    - Sylvilagus robustus (Bailey, 1905)
    - Sylvilagus transitionalis (Bangs, 1895) - Tapiti-da-Nova-Inglaterra

  - Subgênero Microlagus Trouessart, 1897
    - Sylvilagus bachmani (Waterhouse, 1839) - Tapiti-do-chaparral
      - Sylvilagus bachmani bachmani
      - Sylvilagus bachmani cinerascens
      - Sylvilagus bachmani peninsularis
      - Sylvilagus bachmani cerrosensis
      - Sylvilagus bachmani ubericolor
      - Sylvilagus bachmani exiguus
      - Sylvilagus bachmani mariposae
      - Sylvilagus bachmani virgulti
      - Sylvilagus bachmani howelli
      - Sylvilagus bachmani macrorhinus
      - Sylvilagus bachmani riparius
      - Sylvilagus bachmani tehamae
      - Sylvilagus bachmani rosaphagus

    - Sylvilagus mansuetus Nelson, 1902 - Tapiti-de-São-José